# Seznam nemških maršalov
Seznam nemških maršalov.

## B
- Karl Eberhard Herwarth von Bittenfeld
- Werner von Blomberg
- Leonhard von Blumenthal
- Fedor von Bock
- Karl von Bülow

## G
- August Neidhardt von Gneisenau
- Hermann Göring

## H
- Wilhelm von Hahnke
- Gottlieb von Haeseler
- Paul von Hindenburg

## K
- Wilhelm Keitel
- Albert Kesselring
- Günther von Kluge

## L
- Wilhelm List
- Walter von Loë

## M
- August von Mackensen
- Edwin von Manteuffel
- Helmuth von Moltke starejši
- (Helmuth von Moltke mlajši - ni bil maršal)

## R
- Albrecht von Roon

## S
- Alfred von Schlieffen
- Ferdinand Schörner
- Karl Friedrich von Steinmetz

## W
- Alfred von Waldersee
- Erwin von Witzleben
- Remus von Woyrsch